# 록히드 마틴 X-44

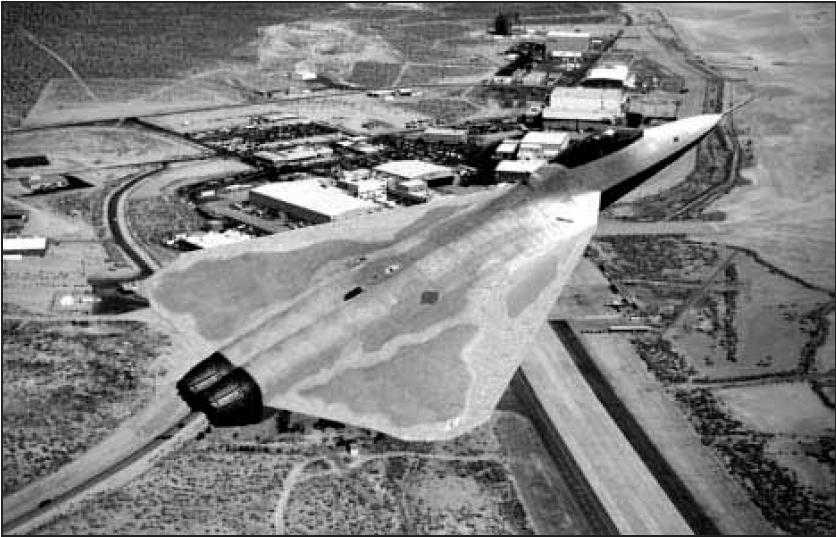

록히드 마틴 X-44는 록히드 마틴이 개념설계를 하고 NASA와 미 공군이 함께 연구할 예정이었던 실험기이다. 명칭은 MANTA로 Multi-Axis No Tail Aircraft(다축, 무미익 항공기)의 약자지만, 영어로 Manta라는 단어는 가오리라는 뜻도 된다. 일반적인 항공기에 달려있는 꼬리날개를 전부 없에고 모든 방향제어를 추력편향 노즐로만 한다. 이것이 가능해질 경우 꼬리날개가 없다보니 항력도 적어지고, 레이다 반사 면적도 줄어들어 스텔스성도 증대될 것이며, 꼬리날개의 제거로 제작비용 등도 줄어들 것으로 예상하였다.
발표된 형상은 기존의 F-22 전투기를 적당히 개조한 형태였으나 개념적인 연구만 진행되었으며 2000년에 예산배정이 종료됨에 따라 실질적인 프로토타입 제작 등으로 이어지지는 않았다.
우주까지 갈 수는 없겠지만 개발되었다면 공기가 희박해서 일반적인 꼬리날개의 효율이 떨어지는 고고도에서도 작전하기 유용하였을 것이라는 평을 받았다.

## 같이 보기
- 록히드 마틴 F-22A 랩터
- FB-22 스트라이크 랩터